# Nemoriini
De Nemoriini zijn een tribus van vlinders uit de familie spanners (Geometridae).

## Geslachten
- Chlorosea
- Dargeia
- Dichorda
- Lindachlora
- Lissocentra
- Lissochlora
  - = Assachlora
- Nemoria
- Paromphacodes
- Phrudocentra
- Poecilochlora
- Pyrochlora
- Rhanidopsis
- Synchlora